# Alcippe (oiseau)
Pour les articles homonymes, voir Alcippe.
Taxons concernés
- 26 espèces réparties dans trois genresmodifier

Le terme Alcippe est employé pour désigner plusieurs espèces de passereaux qui auparavant étaient toutes dans le genre Alcippe.

## Espèces concernées
D'après la classification de référence (version 2.6, 2010) du Congrès ornithologique international (ordre phylogénique) et les noms normalisés du CINFO (2009) :
- (?) Alcippe de Huet – Alcippe hueti
- Alcippe à calotte rouille – Alcippe dubia
- Alcippe à front jaune – Alcippe variegaticeps
- Alcippe à gorge jaune – Alcippe cinerea
- Alcippe à gorge rayée – Fulvetta cinereiceps
- Alcippe à gorge rousse – Alcippe rufogularis
- Alcippe à joues brunes – Alcippe poioicephala
- Alcippe à joues grises – Alcippe morrisonia
- Alcippe à poitrine dorée – Lioparus chrysotis
- Alcippe à tête marron – Alcippe castaneceps
- Alcippe bridé – Alcippe peracensis
- Alcippe brun – Alcippe brunneicauda
- Alcippe de Danis – Fulvetta danisi
- Alcippe de David – Alcippe davidi
- Alcippe de Gould – Alcippe brunnea
- Alcippe de Grote – Alcippe grotei
- Alcippe de Hodgson – Fulvetta vinipectus
- Alcippe de Java – Alcippe pyrrhoptera
- Alcippe de Kloss – Alcippe klossi
- Alcippe de Ludlow – Fulvetta ludlowi
- Alcippe de Rippon – Alcippe fratercula
- Alcippe de Taïwan – Fulvetta formosana
- Alcippe de Verreaux – Fulvetta ruficapilla
- Alcippe du Manipur – Fulvetta manipurensis
- Alcippe du Népal – Alcippe nipalensis
- Alcippe montagnard – Fulvetta striaticollis